# フェロニカ・シュミット
フェロニカ・シュミット（Veronika Schmidt、旧姓ヘッセ Hesse、1952年8月24日 - ）は、東ドイツ、ハレ県Harzgerode出身の元クロスカントリースキー選手。1970年代から1980年代にかけて国際大会で活躍した。独身時代はフェロニカ・ヘッセとして活動。

## プロフィール
1974年ノルディックスキー世界選手権では10km5位、ジクルン・クラウゼ、ペトラ・ヒンゼ、バーバラ・ペッツォルトと組んだ4x5kmリレーでは銀メダルを獲得、1976年インスブルックオリンピックでは5km12位、10km8位、4x5kmリレーで銅メダルを獲得した。
1980年レークプラシッドオリンピックではマーリス・ロストック、カローラ・アンディング、バーバラ・ペッツォルトと組んだ4x5kmリレーで金メダルを獲得、オリンピックと別途に行われた1980年ノルディックスキー世界選手権20kmでも金メダルを獲得した。
1982年ノルディックスキー世界選手権でもペトラ・セルター、カローラ・アンディング、バーバラ・ペッツォルトとともに4x5kmリレーで銅メダルを獲得した。